# دماغه واشینگتن
۷۴°۳۹′ جنوبی ۱۶۵°۲۵′ شرقی / ۷۴٫۶۵۰°جنوبی ۱۶۵٫۴۱۷°شرقی

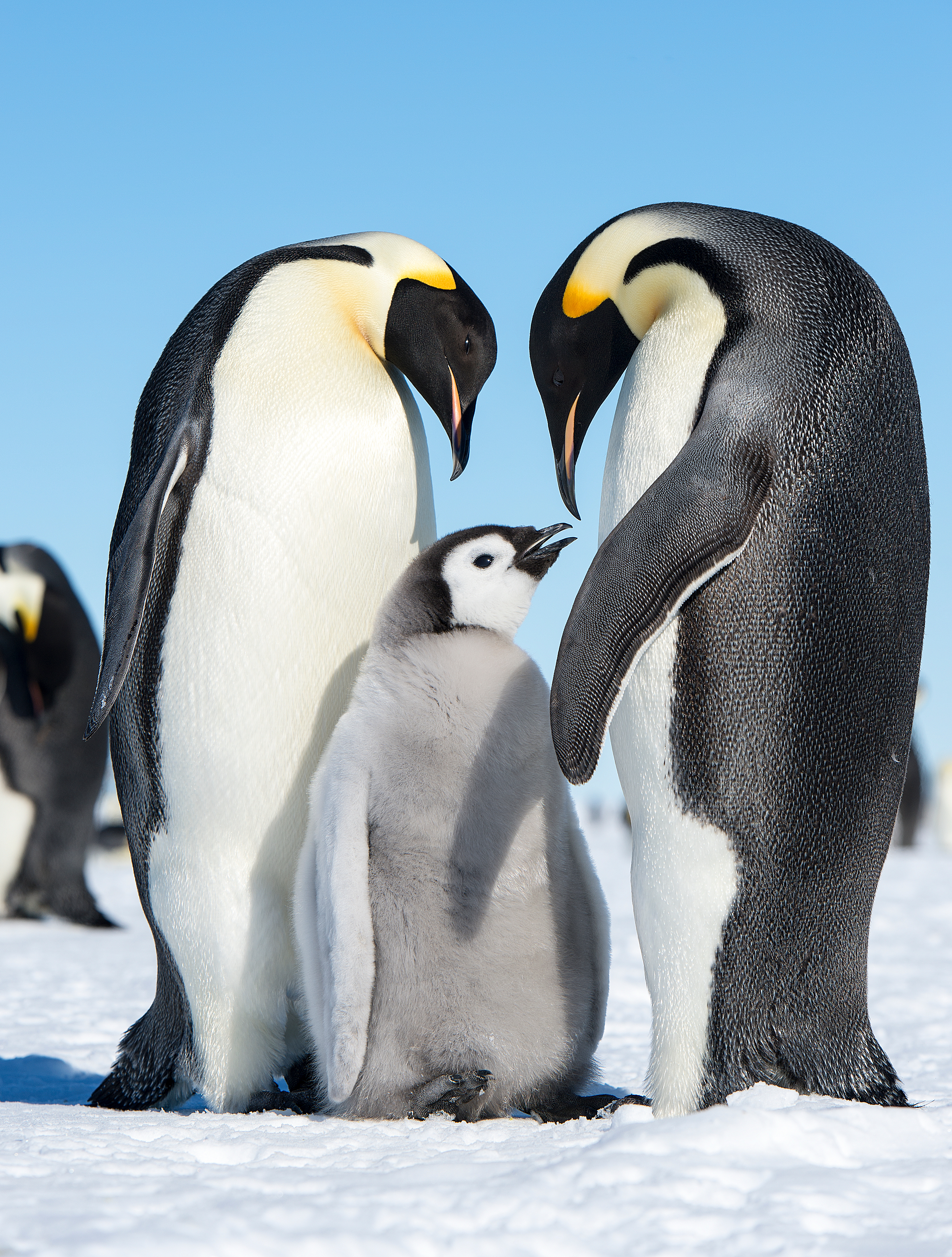
پنگوئن‌های امپراتور ساکن در دماغه واشینگتن

دماغه واشینگتن یک دماغه برجسته ۲۷۵ متری می‌باشد. دماغه واشینگتن در سال ۱۸۴۱ توسط کاپیتان جیمز کلارک راس از نیروی دریایی پادشاهی بریتانیا کشف‌شد.